# Лиственница западная
Ли́ственница за́падная (лат. Larix occidentalis) —  вид хвойных деревьев из рода Лиственница (Larix) семейства Сосновые (Pinaceae).
В Западную Европу введена в 1881 году, изредка культивируется как декоративное растение. В Россию интродуцирована во второй половине XIX века, в культуре редка.

## Распространение и экология
В природе ареал вида охватывает горы Канады (Британская Колумбия) и США (штаты Айдахо, Монтана, Орегон и Вашингтон).
Произрастает в лесном поясе на высоте 600—2100 (до 2300) м над уровнем моря, главным образом по теневым склонам и долинам рек. Лучшего развития достигает на хорошо дренированных богатых, мощных и влажных почвах; очень чувствительна к недостаточному увлажнению почв. Большей частью встречается смешанных насаждениях с псевдотсугой Мензиса (Pseudotsuga menziesii), сосной горной веймутовой (Pinus monticola), сосной скрученной широкохвойной (Pinus contorta), елью Энгельмана (Picea engelmannii), пихтой великой (Abies grandis), пихтой субальпийской (Abies lasiocarpa) и другими хвойными породами.
В молодости растёт быстро, к 40 годам иногда достигает 23 м выс, в возрасте 250—300 лет нередко имеет высоту в 28—30 м. Живёт до 300—500, иногда 600—700 лет.

## Ботаническое описание
Дерево высотой 30—50 (до 80) м (самая высокорослая из лиственниц в Северной Америке) и  диаметром ствола 90—120 (до 240) см, с короткими ветвями и узко-пирамидальной кроной. Молодые побеги оранжево-коричневые, вначале редко опушённые, затем голые. Кора на молодых стволах чешуйчатая, серо-коричневая, толщиной 8—15 см.
Почки коричневые, голые. Хвоя бледно-зелёная, туповатая, длиной 20—40 мм, на укороченных побегах в пучке по 14—40 штутк. В Санкт-Петербурге хвоя появляется в начале мая, как у лиственницы европейской (Larix decidua), и, желтея, опадает во второй половине октября, несколько позднее лиственницы сибирской (Larix sibirica).
Женские колоски продолговато-овальные, пурпурные или зелёные, впервые появляются у деревьев на 20—25-м году жизни, полная возмужалость наступает в 40—50 лет.
Шишки яйцевидно-продолговатые, длиной 25—35 (до 50) мм, шириной 18—25 мм, состоят из 7—12 рядов семенных чешуек, широко расходящихся при созревании. Семенные чешуйки округлые или усечённые, часто отогнутые назад; кроющие чешуйки с длинными ланцетными вершинками, значительно выставляющимися над семенными чешуйками. Семена беловатые, длиной около 6 мм, с бледным крылом длиной 12 мм.
В 1 кг содержится 225—340 тысяч семян; вес 1000 семян около 4 г. По созревании шишек семена рассеваются при благоприятной погоде в течение двух недель.
|               |  |
| Хвоя и шишки. |  |

## Таксономия
Вид Лиственница западная входит в род Лиственница (Larix) семейства Сосновые (Pinaceae) порядка Сосновые (Pinales).
|  |               |  |                          |                          |                    |  | ещё 6 семейств | ещё 6 семейств |                          |  |  |  | ещё 11 видов |
|  |               |  |                          |                          |                    |  | ещё 6 семейств | ещё 6 семейств |                          |  |  |  | ещё 11 видов |
|  |               |  |                          | порядок Сосновые         |                    |  |                |                | род Лиственница          |  |  |  |              |
|  |               |  |                          | порядок Сосновые         |                    |  |                |                | род Лиственница          |  |  |  |              |
|  | отдел Хвойные |  |                          |                          | семейство Сосновые |  |                |                | вид Лиственница западная |  |  |  |              |
|  | отдел Хвойные |  |                          |                          | семейство Сосновые |  |                |                |                          |  |  |  |              |
|  |               |  | ещё три вымерших порядка | ещё три вымерших порядка |                    |  |                | ещё 10 родов   | ещё 10 родов             |  |  |  |              |
|  |               |  |                          | ещё три вымерших порядка |                    |  |                |                | ещё 10 родов             |  |  |  |              |